# Starków (województwo dolnośląskie)

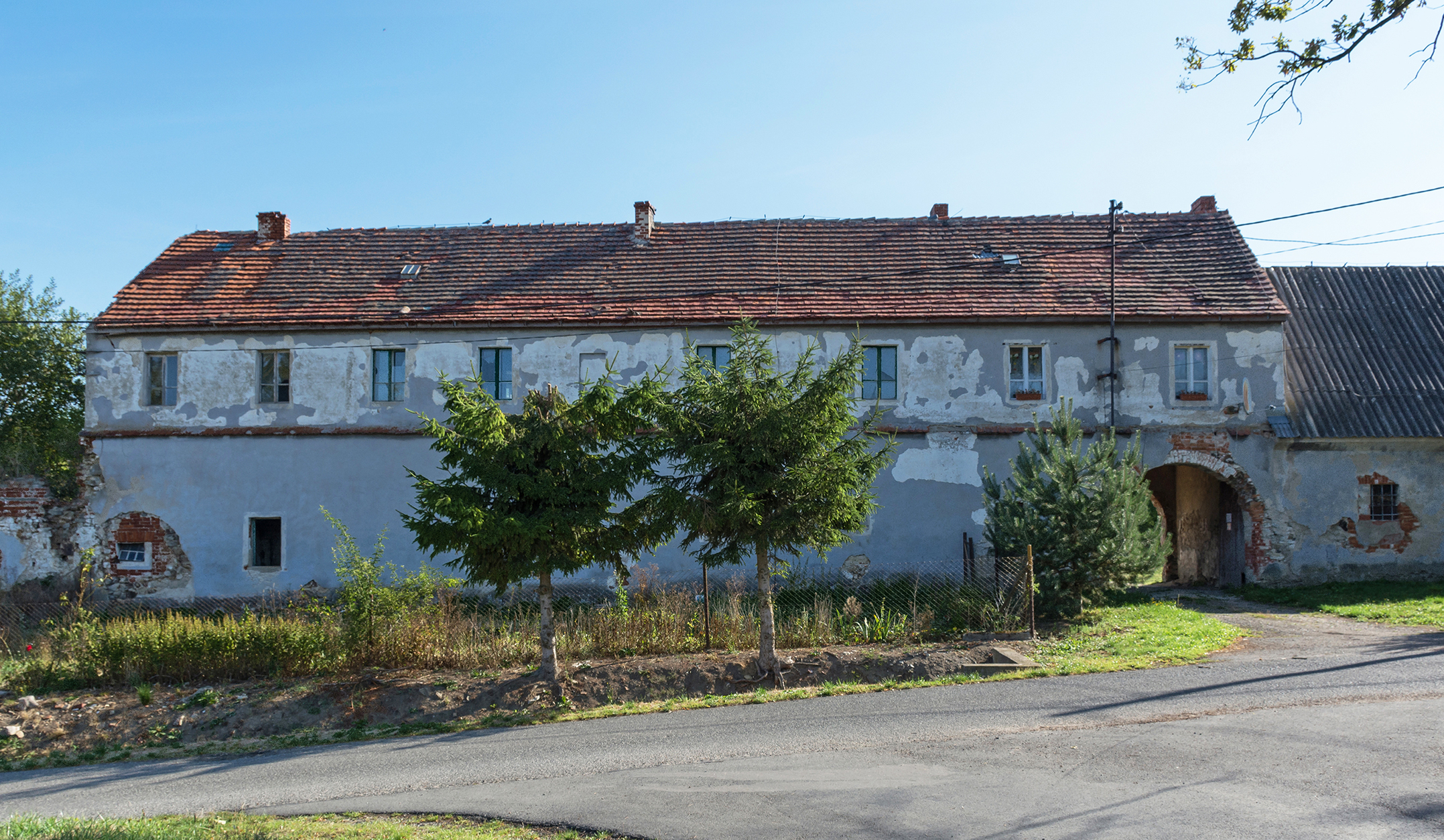
Dwór w Starkowie

Starków (niem. Altbatzdorf) – wieś w Polsce położona w województwie dolnośląskim, w powiecie kłodzkim, w gminie Kłodzko.
W przeszłości do wsi należał przysiółek Dunaj (niem. Duhnehäuser). Obecnie nazwa niestandaryzowana.

## Położenie
Starków leży na pograniczu Kotliny Kłodzkiej i Rowu Górnej Nysy, na Wysoczyźnie Łomnicy, kilka kilometrów na wschód od Polanicy-Zdroju, na wysokości około 360–380 m n.p.m.

## Podział administracyjny
W latach 1975–1998 miejscowość położona była w województwie wałbrzyskim.

## Historia
Pierwsza wzmianka o Starkowie pochodzi z 1315 roku, jednak przyjmuje się, że miejscowość istniała już w końcu XII wieku. W roku 1350 arcybiskup Arnoszt z Pardubic kupił część wsi i przekazał ją kanonikom regularnym z Kłodzka. Z czasem zakonnicy dokupili resztę Starkowa. Położenie wsi na uboczu głównych szlaków komunikacyjnych uchroniło ją od zniszczeń wojennych i miejscowość rozwijała się pomyślnie. W połowie XIX wieku w osiemdziesięciu pięciu domach mieszkało tu blisko czterysta osób. W Starkowie były wtedy: kościół, plebania, dwór z folwarkiem, szkoła, browar i gorzelnia produkująca starkę. 

## Zabytki
Według rejestru zabytków Narodowego Instytutu Dziedzictwa na listę zabytków wpisane są obiekty:
- Kościół św. Mikołaja w Starkowie, filialny, należący do parafii pw. św. Małgorzaty w Starej Łomnicy, wzniesiony na początku XV wieku, przebudowywany około roku 1700[8].
- Zespół dworsko-folwarczny z XVI i XVIII wieku, obejmujący:
  - dwór,
  - park.